# Thriller 40
Pour les articles homonymes, voir Thriller.
Albums de Michael Jackson
Michael Jackson: The Diamond Celebration
(2018)
Thriller 40 est un album de Michael Jackson sorti le 18 novembre 2022 afin de célébrer le 40e anniversaire de l'album Thriller, à l'instar de Thriller 25 (2008) qui en célébrait le 25e anniversaire.

## Historique
Thriller 40 est annoncé le 16 mai 2022 par The Estate of Michael Jackson, la société qui gère la musique du chanteur depuis son décès en 2009. Il est précisé que certaines copies limitées seront éditées par Mobile Fidelity Sound Lab (en) en Super Audio CD et en vinyle,. Geoff Edgers, journaliste de The Washington Post, critique le choix d'utiliser le procédé Direct Stream Digital pour les vinyles, trop loin selon lui du mastering original mis en avant par le label. Des versions 360 Reality Audio et Dolby Atmos de l'album original sont également dévoilées en même temps que Thriller 40.

## Promotion

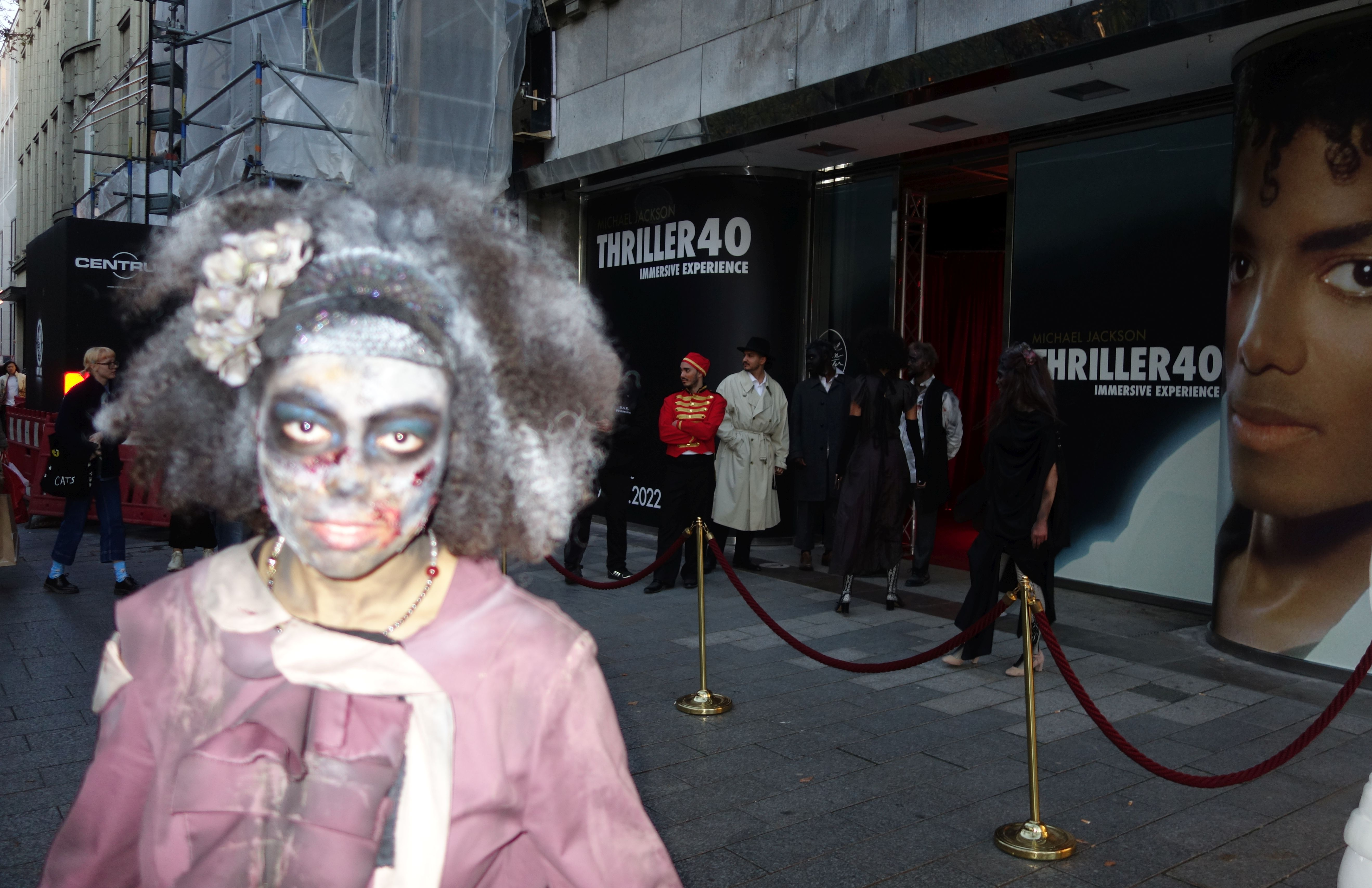
Promotion de l'album à Düsseldorf (Allemagne).

La promotion de l'album fut globalement faible à l'échelle mondiale sauf dans quelques pays (Allemagne, Japon, États-Unis) qui ont bénéficié d'évènements promotionnels, notamment dans les grandes villes.
Le chanteur américain Maxwell interprèta The Lady in My Life lors des Billboard Music Awards de mai 2022. Il déclara : « Je me sens honoré d'être ici, honoré de pouvoir célébrer le 40e anniversaire de Thriller. Je suis debout depuis six heures du matin, essayant de tout mettre en place et, vous savez, je veux juste bien faire – c'est Michael Jackson. Il n'y a personne de meilleur, personne de plus grand, donc je veux juste bien le faire. »
En France, l'album a bénéficié d'une assez faible promotion hormis sur quelques radios comme Nostalgie ou RFM.

## Contenu
Thriller 40 contient 2 CD : dans le 1er CD, se trouve les 9 chansons de l'album original en version remasterisée. Dans le 2e CD, on y trouve 9 démos de chansons non-retenues à la fin de l'enregistrement de l'album Thriller, ainsi que la démo du titre Thriller appelée « Starlight ». Sur ces dix titres bonus, six n'avaient jamais connu une sortie officielle : Starlight, Who Do You Know, Behind the Mask (Mike's Mix), The Toy, What a Lovely Way to Go et She's Trouble.

### Édition CD
| CD 1  | CD 1                                   | CD 1                          | CD 1                                   | CD 1  | CD 1 | CD 1 | CD 1 | CD 1 | CD 1 |
| No    | Titre                                  | Auteur                        | Producteur(s)                          | Durée |      |      |      |      |      |
| ----- | -------------------------------------- | ----------------------------- | -------------------------------------- | ----- | ---- | ---- | ---- | ---- | ---- |
| 1.    | Wanna Be Startin' Somethin'            | Michael Jackson               | - Quincy Jones - Michael Jackson (co.) | 6:02  |      |      |      |      |      |
| 2.    | Baby Be Mine                           | Rod Temperton                 | Jones                                  | 4:20  |      |      |      |      |      |
| 3.    | The Girl Is Mine (avec Paul McCartney) | Jackson                       | - Jones - Jackson (co.)                | 3:42  |      |      |      |      |      |
| 4.    | Thriller                               | Temperton                     | Jones                                  | 5:57  |      |      |      |      |      |
| 5.    | Beat It                                | Jackson                       | - Jones - Jackson (co.)                | 4:18  |      |      |      |      |      |
| 6.    | Billie Jean                            | Jackson                       | - Jones - Jackson (co.)                | 4:54  |      |      |      |      |      |
| 7.    | Human Nature                           | - Steve Porcaro - John Bettis | Jones                                  | 4:06  |      |      |      |      |      |
| 8.    | P. Y. T. (Pretty Young Thing)          | - James Ingram - Jones        | Jones                                  | 3:59  |      |      |      |      |      |
| 9.    | The Lady in My Life                    | Temperton                     | Jones                                  | 4:59  |      |      |      |      |      |
| 42:16 |                                        |                               |                                        |       |      |      |      |      |      |

| CD 2  | CD 2                                                      | CD 2                                         | CD 2              | CD 2  | CD 2 | CD 2 | CD 2 | CD 2 | CD 2 |
| No    | Titre                                                     | Auteur                                       | Producteur(s)     | Durée |      |      |      |      |      |
| ----- | --------------------------------------------------------- | -------------------------------------------- | ----------------- | ----- | ---- | ---- | ---- | ---- | ---- |
| 10.   | Starlight                                                 | - Temperton                                  | Jones             | 5:04  |      |      |      |      |      |
| 11.   | Got the Hots (démo)                                       | - Temperton                                  | - Jackson - Jones | 4:25  |      |      |      |      |      |
| 12.   | Who Do You Know (démo)                                    | Jackson                                      | Jackson           | 5:23  |      |      |      |      |      |
| 13.   | Carousel                                                  | - Michael Sembello - Don Freeman             | Jones             | 3:39  |      |      |      |      |      |
| 14.   | Behind the Mask (Mike's Mix) (démo)                       | - Jackson - Ryūichi Sakamoto - Chris Mosdell | Jackson           | 5:01  |      |      |      |      |      |
| 15.   | Can't Get Outta the Rain                                  | - Jackson - Jones                            | - Jackson - Jones | 4:06  |      |      |      |      |      |
| 16.   | The Toy (démo initialement prévue pour le film Le Joujou) | Jackson                                      | Jackson           | 3:04  |      |      |      |      |      |
| 17.   | Sunset Driver (démo)                                      | - Jackson                                    | - Jackson         | 4:03  |      |      |      |      |      |
| 18.   | What a Lovely Way to Go (démo)                            | - Jackson                                    | - Jackson         | 3:55  |      |      |      |      |      |
| 19.   | She's Trouble (démo)                                      | - Billy Livsey - Terry Britten - Sue Shifrin | - Jackson - Jones | 4:13  |      |      |      |      |      |
| 42:53 |                                                           |                                              |                   |       |      |      |      |      |      |

### Édition deluxe digitale
| 20.    | Billie Jean (Home Demo de 1981)                  | Jackson                                      | Jackson                                    | 2:20 |
| 21.    | Billie Jean (version longue)                     | Jackson                                      | - Jones - Jackson (co.)                    | 6:20 |
| 22.    | Billie Jean 2008 (Kanye West Mix)                | Jackson                                      | - Jackson - Kanye West - Anthony Kilhoffer | 4:35 |
| 23.    | Beat It (démo)                                   | Jackson                                      | Jackson                                    | 2:03 |
| 24.    | Beat It 2008 (avec Fergie)                       | Jackson                                      | - Jackson - will.i.am                      | 4:11 |
| 25.    | Wanna Be Startin' Somethin' (démo)               | Jackson                                      | Jackson                                    | 5:43 |
| 26.    | Wanna Be Startin' Somethin' (Tommy D's Main Mix) | Jackson                                      | - Jackson - Jones - Tommy D                | 7:40 |
| 27.    | Wanna Be Startin' Somethin' 2008 (avec Akon)     | - Jackson - Aliaune Thiam - Giorgio Tuinfort | - Jackson - Akon - Tuinfort                | 4:14 |
| 28.    | Human Nature (7" Remix)                          | - Porcaro - Bettis                           | Jones                                      | 3:45 |
| 29.    | P. Y. T. (Pretty Young Thing) (version démo)     | - Jackson - Greg Phillinganes                | Jackson                                    | 3:46 |
| 30.    | P. Y. T. (Pretty Young Thing) (avec will.i.am)   | - Jackson - William Adams - Keith Harris     | - Jackson - will.i.am                      | 4:21 |
| 31.    | The Girl Is Mine 2008 (avec will.i.am)           | - Jackson - Adams - Harris                   | - Jackson - will.i.am                      | 3:10 |
| 32.    | Thriller (7" Special Edit)                       | Temperton                                    | Jones                                      | 4:37 |
| 33.    | Thriller (Def Thriller Mix)                      | Temperton                                    | - Jones - David Morales - Frankie Knuckles | 7:22 |
| 34.    | Thriller Megamix                                 | - Jackson - Temperton - Jones - Ingram       | - Jackson - Jones - Jason Nevins           | 9:14 |
| 158:30 |                                                  |                                              |                                            |      |

## Titres bonus
(juillet 2024).
Si vous disposez d'ouvrages ou d'articles de référence ou si vous connaissez des sites web de qualité traitant du thème abordé ici, merci de compléter l'article en donnant les références utiles à sa vérifiabilité et en les liant à la section « Notes et références ».

### Starlight
La chanson que le monde entier connaît sous le nom de « Thriller » a commencé avec un titre et des paroles différents. À l'origine, elle s'intitulait Starlight, mais Michael et Quincy ont demandé à Rod d'imaginer la chanson avec des accents plus effrayants, ce qui a conduit Rod à réécrire les paroles et à trouver un nouveau titre - Thriller. La version originale de Starlight n'a jamais été publiée auparavant.

### Got The Hots(démo)
Il s'agit d'une autre chanson écrite par Rod Temperton pour l'album Thriller mais qui n'a pas été retenue. Elle a finalement été incluse dans certaines versions de l'album compilation King of Pop sorti sur divers marchés internationaux en 2008. Une note intéressante à propos de cette chanson est que l'ingénieur assistant qui a travaillé sur les sessions de juin 1982 avec l'ingénieur Brent Avril lorsque cette chanson a été enregistrée est Nelson Hayes. Comme certains le savent peut-être, Nelson est devenu un membre de confiance du service de sécurité de Michael sous la direction de Bill Bray !

### Who Do You Know(démo)
Michael a commencé à écrire et à travailler sur cette chanson en 1980, mais il y travaillait encore en février 1982 et l'envisageait pour l'album Thriller. Lorsqu'elle n'a pas été retenue, Michael l'a de nouveau envisagée pour l'album des Jacksons Victory, mais il a choisi de contribuer à trois autres chansons pour cet album : State of Shock, Be Not Always (coécrite avec son frère Marlon) et The Hurt (coécrite avec son frère Randy, David Paich et Steve Porcaro). Cette démo n'a jamais été publiée auparavant.

### Carousel
Cette chanson, co-écrite par Michael Sembello, était à l'origine l'un des 9 titres prévus pour figurer sur l'album Thriller, jusqu'à ce que la chanson Human Nature soit découverte et se retrouve sur l'album à la place. 

### Behind the Mask - Mike’s Mix(démo)
Après avoir entendu l'enregistrement instrumental original de cette chanson par le groupe Yellow Magic Orchestra, Michael a contacté les membres du groupe pour leur demander s'il pouvait créer une version de la chanson avec des paroles. Ils acceptèrent volontiers et Michael écrivit les paroles et enregistra la démo qu'il joua lors d'une session d'écoute dans son home studio en présence de Quincy Jones, Rod Temperton et Greg Phillinganes, au cours de laquelle Michael joua également les démos de Billie Jean, Beat it et Wanna Be Startin' Somethin'. Malheureusement, Behind the Mask n'a pas été retenu pour l'album Thriller et, bien que Michael ait travaillé sur le morceau pendant des années, une version finalisée n'a pas été publiée avant l'album Michael. Mais cette démo originale de Michael n'a jamais été publiée.

### Can’t Get Outta the Rain
Cette chanson a été coécrite par Michael et Quincy et, bien qu'elle ne soit pas sortie sur l'album Thriller, elle était la face B du premier single de l'album, The Girl Is Mine. 

### The Toy(démo)
Cette chanson est inspirée du film avec Richard Pryor portant le même titre. Après n'avoir pas été retenue pour l'album Thriller, Michael a continué à travailler sur la chanson. Elle est d'abord devenue I am Your Joy et Michael a continué à travailler dessus pendant des années. Elle est finalement sortie sur l'album Michael et intitulée « Best of Joy ». Aujourd'hui, pour la première fois, l'incarnation originale de cette chanson est publiée.

### Sunset Driver(démo)
Il s'agit d'une autre chanson que Michael a écrite à l'origine pour l'album Thriller. Bien que Michael l'ait également envisagée pour Bad, il ne l'a jamais terminée, mais l'a publiée en tant que titre bonus sur Michael Jackson: The Ultimate Collection en 2004. C'est également l'une des chansons figurant dans le jeu vidéo d'Ubisoft Michael Jackson: The Experience. Le mixeur de la démo originale de 1982 était Bill Bottrell, qui allait coproduire des morceaux de l'album Dangerous de Michael.

### What a Lovely Way to Go(démo)
Il s'agit en fait d'une chanson écrite à l'origine par Michael à la fin des années 1970, mais qu'il a retravaillé à l'époque où il écrivait des chansons pour l'album Thriller. Elle n'a pas été retenue pour l'album et n'a jamais été publiée jusqu'à présent.

### She’s Trouble(démo)
Les auteurs-compositeurs Terry Britten, Sue Shifrin et William Livsey ont donné cette chanson à Quincy Jones pour qu'elle figure sur l'album Thriller. Bien que Michael ait fait une démo de la chanson, elle n'a pas été retenue pour l'album et les auteurs-compositeurs ont alors donné la chanson à d'autres artistes pour qu'ils l'enregistrent et la commercialisent. C'est la première fois que la démo de Michael est publiée.

## Film documentaire
Le 27 octobre 2023, la succession de Michael Jackson publie une bande-annonce pour un film documentaire sur Thriller. Ce film documentaire de 90 minutes intitulé Thriller 40, réalisé par Nelson George, célèbre le 40e anniversaire de l'album et sort aux États-Unis le 2 décembre 2023. Il est d'abord diffusé sur Showtime puis en streaming sur Paramount+ (uniquement pour les abonnés de Showtime).
Au niveau international, le film est diffusé le même jour au Royaume-Uni, en Australie, au Canada, en Italie, en France, en Allemagne, en Suisse, en Autriche, en Amérique latine et en Corée du Sud.